# Günther Rühle
Günther Rühle (* 3. Juni 1924 in Gießen; † 10. Dezember 2021 in Bad Soden) war ein deutscher Kritiker, Publizist und Intendant. Als Feuilletonchef großer deutscher Tageszeitungen galt Rühle ab den 1960er Jahren als einer der einflussreichsten Theaterkritiker. Von 1985 bis 1990 leitete er als Intendant das Schauspiel Frankfurt.
Günther Rühle war Mitglied des PEN-Zentrums Deutschland. Von 1993 bis 1999 war er Präsident der Deutschen Akademie der Darstellenden Künste in Frankfurt am Main, später deren Ehrenpräsident. 2009 wurde der im Rahmen der Woche junger Schauspielerinnen und Schauspieler verliehene Preis für die beste darstellerische Leistung in Günther-Rühle-Preis umbenannt.

## Werdegang

### Familie, Kindheit und Jugend
Günther Rühle – ein Sohn des Wirtschaftsprüfers und Mundartdichters Ludwig Rühle – wuchs bis 1935 in Weilburg an der Lahn auf, wo der mütterliche Großvater eine Bäckerei betrieb. Nach der Machtergreifung verlor der Vater seine Anstellung beim Städtischen Revisionsamt in Frankfurt. Die Familie zog 1935 nach Bremen. Hier war Ludwig Rühle als Wirtschaftsprüfer in internationalen Großunternehmen tätig.  Günther Rühle besuchte in Bremen von 1935 bis 1942 das Alte Gymnasium. Im Juli 1942 wurde er zum Arbeitsdienst eingezogen und ab Oktober 1942 zum Kriegsdienst bei der Luftwaffe (Flak). 1946 holte er an seinem Bremer Gymnasium das Abitur nach. Ein berühmtes Mitglied von Rühles Familie war der preußische General und Freund Heinrich von Kleists, Otto August Rühle von Lilienstern.

### Studium und Theaterkritiker
Von 1946 bis 1952 studierte Rühle Germanistik, Geschichte und Volkskunde an der Johann Wolfgang Goethe-Universität Frankfurt am Main. Bei Josef Kunz wurde er 1952 promoviert. Nach der Promotion arbeitete er 1953 als Journalist bei der Frankfurter Rundschau. 1954 ging er in die Feuilleton-Redaktion der Frankfurter Neuen Presse. Seit seinem Eintritt bei der FAZ 1960 entwickelte sich Rühle zum einflussreichen Theaterkritiker. 1974 übernahm er dort die Leitung der Feuilleton-Redaktion. 1990 wurde Rühle Feuilletonchef des Berliner Tagesspiegels.

### Intendant
Der damalige Frankfurter Kulturdezernent Hilmar Hoffmann konnte 1984 Günther Rühle als Nachfolger für den ausscheidenden Adolf Dresen gewinnen: Von 1985 bis 1990 war er Intendant des Schauspiels Frankfurt. Rühle verpflichtete Michael Gruner und Dietrich Hilsdorf als Hausregisseure, entdeckte Schauspieler wie Martin Wuttke und Thomas Thieme und förderte den Regisseur und Dichter Einar Schleef. 1985 inszenierte Dietrich Hilsdorf das umstrittene Fassbinder-Stück Der Müll, die Stadt und der Tod in den Kammerspielen des Schauspiels Frankfurt, und es kam auf Grund behaupteter antisemitischer Tendenzen im Stück zum Eklat. Mit einer Besetzung der Bühne durch 30 Mitglieder v. a. der Jüdischen Gemeinde wurde die Premiere am 31. Oktober 1985 verhindert. Rühle setzte eine Aufführung für ca. 200 Kritiker und Beschäftigte des Schauspiels für den 4. November an, die vom Verlag als Uraufführung gewertet wurde. Die Frankfurter Rundschau schrieb am 5. November 1985: „Das Frankfurter Theater hat es auf sich genommen, … den Beweis (zu) erbringen …, dass Faßbinders Szenen nicht von einer antisemitischen Grundhaltung bestimmt sind.“ Aufgrund der anhaltenden Proteste wurde das Stück abgesetzt, weil die Sicherheit des Publikums nicht zu gewährleisten war.
Für den aus der DDR stammenden Regisseur Einar Schleef brachte die Frankfurter Zeit in der Intendanz von Günther Rühle den künstlerischen Durchbruch. Rühle hielt zu Schleef und sicherte ihm kontinuierliche Arbeitsmöglichkeiten zu – trotz anfänglichen Misserfolgs der Inszenierungen und heftiger Angriffe seitens der Frankfurter Theaterkritik gegen Schleef. 1988 wurde das Schauspiel Frankfurt mit Schleefs Inszenierung Vor Sonnenaufgang zum Berliner Theatertreffen eingeladen.
1989 bot Hilmar Hoffmann dem Intendanten Rühle eine Vertragsverlängerung um drei Jahre an; Rühle lehnte ab und begründete dies mit den durchweg negativen Reaktionen der Frankfurter Presse auf die Aufführungen an seinem Haus. Seine Amtszeit endete mit der Spielzeit 1989/90.

### Publizistische Tätigkeit
Ab 1995 arbeitete Rühle als freier Publizist. Er war Hauptherausgeber der Werkausgabe in Einzelbänden von Alfred Kerr bei S. Fischer, Präsident der Alfred-Kerr-Stiftung in Berlin und Herausgeber der Gesammelten Werke von Marieluise Fleißer bei Suhrkamp. 1988 erschien Rühles zweibändiges Werk zur Geschichte der deutschen Theaterkritik: Theater für die Republik. Im Spiegel der Kritik.
Der erste Band seiner zu Lebzeiten zweibändigen Dokumentation der deutschen Theatergeschichte Theater in Deutschland 1887 bis 1945. Seine Ereignisse – seine Menschen erschien 2007 im Verlag S. Fischer. Im Jahr 2014 folgte der zweite Band, der die Jahre von 1945 bis 1966 umfasst. Das Werk wird wegen der enormen Detailkenntnis und der anschaulichen Darstellung von der Kritik nahezu einhellig gelobt und gilt als theatergeschichtliches Standardwerk. Aus Krankheitsgründen hatte Günther Rühle das Manuskript des dritten Bandes an Hermann Beil und Stephan Dörschel zur Bearbeitung und Herausgabe übergeben. Der dritte Band ist im Oktober 2022 posthum erschienen.
Günther Rühle starb im Dezember 2021 im Alter von 97 Jahren in Bad Soden.

## Zitat
„Theaterkritik ist die Kunst deutender Vergegenwärtigung eines in der Vergangenheit liegenden Bühnengeschehens. In diesem Sinne ist die scheinbar so aktualitätshörige Tageskritik Teil einer fortlaufenden Theatergeschichte – auch da, wo sie selbst sich nicht so versteht. Niemand hat dies so deutlich gezeigt und so fruchtbar zu machen gewusst wie Günther Rühle.“

## Schriften (Auswahl)
- Theater in unserer Zeit. 3 Bände. Suhrkamp, Frankfurt am Main 1976/1982/1992
- als Hrsg.: Bücher, die das Jahrhundert bewegten. Zeitanalysen, wiedergelesen. Piper, München 1978, ISBN 3-492-02399-1; Fischer TB 5008, Frankfurt am Main 1980, ISBN 3-596-25008-0.[11]
- Die Büchermacher. Von Autoren, Verlegern, Buchhändlern, Messen und Konzernen. Suhrkamp, Frankfurt am Main 1985, ISBN 978-3-5183-7705-5.
- Theater für die Republik. Im Spiegel der Kritik. 1. Bd. 1917–1925. Überarbeitete Neuauflage. S. Fischer Verlag, Frankfurt am Main 1988, ISBN 3-10-068503-2.
- Theater für die Republik. Im Spiegel der Kritik. 2. Bd. 1926–1933. Überarbeitete Neuauflage. S. Fischer Verlag, Frankfurt am Main 1988, ISBN 3-10-068504-0.
- Theater in Deutschland 1887–1945. Seine Ereignisse – seine Menschen. S. Fischer Verlag, Frankfurt am Main 2007, ISBN 978-3-10-068508-7. Auszüge
- Theater in Deutschland 1945–1966. Seine Ereignisse – seine Menschen. S. Fischer Verlag, Frankfurt am Main 2014, ISBN 978-3-10-001461-0. Auszüge
- Theater in Deutschland 1967–1995. Seine Ereignisse – seine Menschen. Posthum herausgegeben von Hermann Beil und Stephan Dörschel. S. Fischer Verlag, Frankfurt am Main 2022, ISBN 978-3-10-397161-3, Rezension.[12]
- Ein alter Mann wird älter. Ein merkwürdiges Tagebuch. Herausgegeben und mit einem Nachwort versehen von Gerhard Ahrens. Alexander Verlag, Berlin 2021, ISBN 978-3-89581-576-8. Auszüge

## Auszeichnungen und Ehrungen
- 1963: Theodor-Wolff-Preis
- 2007: Johann-Heinrich-Merck-Preis
- 2009: Hermann-Sinsheimer-Preis
- 2010: Binding-Kulturpreis
- 2013: Rahel-Varnhagen-von-Ense-Medaille

Rühle war Ehrenbürger der Stadt Bensheim.